# Smartphone pieghevole

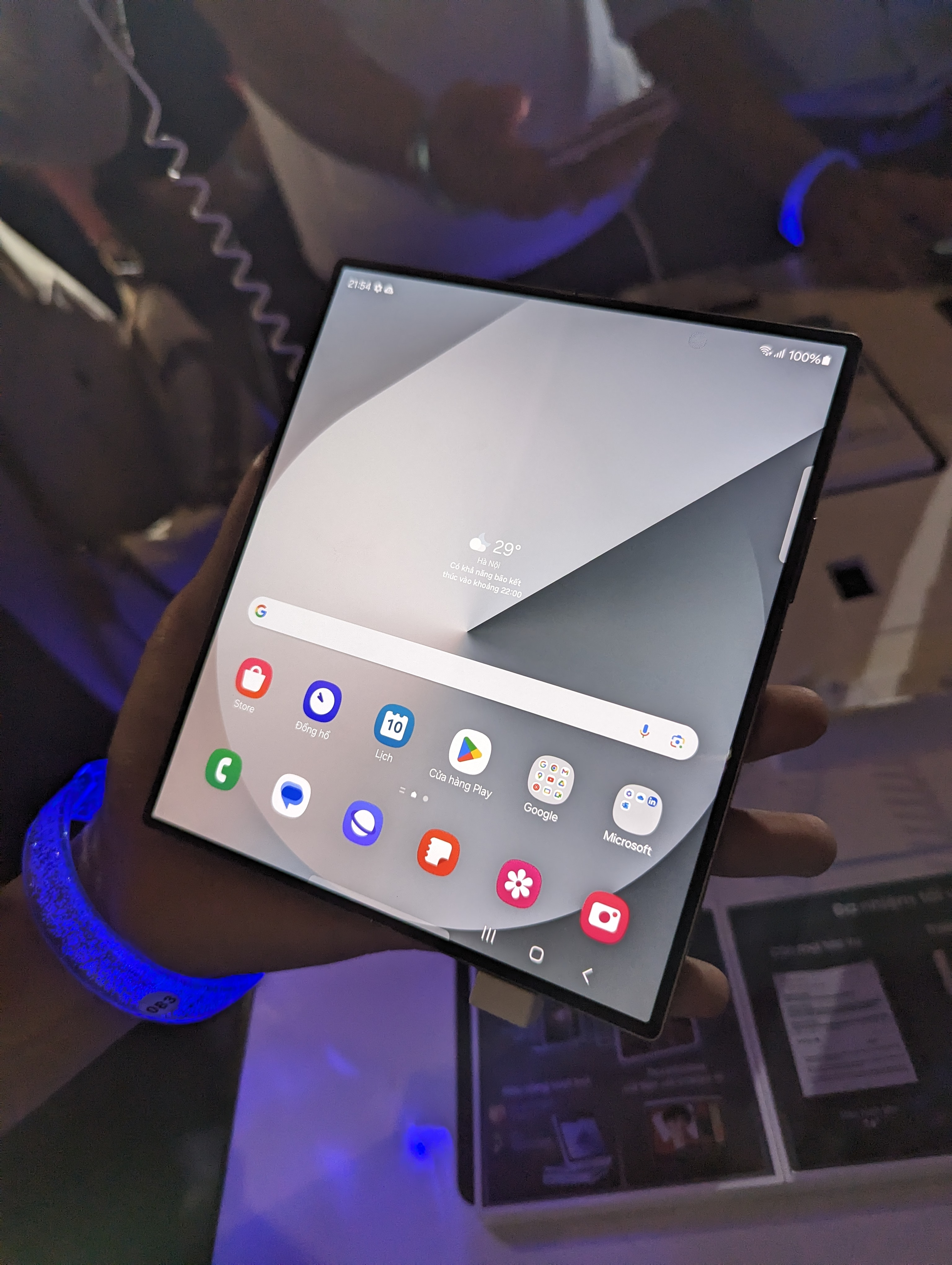
Uno smartphone pieghevole (un Galaxy Z Fold 6 del 2024)

Lo smartphone pieghevole (o semplicemente pieghevole) è un dispositivo progettato per avere un fattore forma e uno schermo capace di piegarsi contemporaneamente.
Al 2023, l'1% di tutti gli smartphone nel mondo era di tipo pieghevole.

## Storia

### Primi prototipi
I primi prototipi di cellulari dallo schermo pieghevole li si ebbe già negli anni 2000 e nei primi anni '10, specie con lo sviluppo dei primi schermi flessibili di tipo OLED.

### Pieghevoli attuali (dal 2018)
Dopo alcuni anni, a partire dal 2018 cominciarono ad emergere sempre più notizie riguardo a un debutto nel mercato di massa di smartphone pieghevoli e alla fine dell'anno ormai le notizie di un imminente debutto divennero ufficiali.
Il primo grande evento mediatico in tale settore fu la presentazione del Samsung Galaxy Fold nel febbraio 2019, seguito immediatamente dopo da altri concorrenti. A causa, però, di seri problemi e difetti di fabbrica negli schermi flessibili di prima generazione riportati dalle varie testate giornalistiche del settore nell'aprile 2019, il lancio di tutti i pieghevoli subì dei ritardi e fece perdere in parte interesse nel pubblico (sempre nell'aprile-maggio 2019 Huawei - una delle principali aziende che intendevano dominare nel settore - fu bandita dal mercato statunitense dall'amministrazione Trump, per cui il futuro degli smartphone pieghevoli si fece ancora più incerto).
Dal 2020, dopo vari miglioramenti tecnologici e riorganizzazioni delle divisioni delle aziende del settore (anche a causa della pandemia COVID-19), sono state presentate diverse linee di smartphone pieghevoli, cominciando poco a poco a riguadagnare interesse.
Al 2024 la serie di smartphone pieghevoli più di successo e di maggior prestigio è la Samsung Galaxy Z, mentre si alternano voci di corridoio di un ingresso futuro di Apple in tale mercato, con la presentazione di un eventuale iPhone pieghevole verso il 2026.